# Mynor Franco
Mynor Custodio Franco Flores (Chiquimula, 1 de septiembre de 1950) es un abogado, notario y funcionario guatemalteco que se desempeña como magistrado del Tribunal Supremo Electoral desde marzo de 2020, además fue magistrado presidente de dicha institución de 2020 a 2021. Previamente, fue magistrado de la Corte Suprema de Justicia de 2009 a 2014.

## Biografía
Franco es abogado y notario egresado de la Universidad de San Carlos de Guatemala, donde obtuvo una maestría. Ingresó a trabajar en el Organismo Judicial como oficial de diferentes juzgados ubicados en Escuintla, Mazatenango, Chiquimula entre 1970 a 1977, fue secretario del juzgado segundo de Paz de Mixco durante un año y luego oficial en otros juzgados como el octavo de Instancia Penal, tercero de Instancia Civil, décimo de Instancia Penal, tercero de Instancia Civil, sala segunda de la Corte de Apelaciones del ramo civil y juzgado segundo de Trabajo entre los años 1978 a 1989. Entre 1989 y 1991 fue secretario del juzgado cuarto de Instancia de Trabajo y entre 1991 y 1992 Juez de Paz en Tactic, Alta Verapaz. Entre 1998 a 1999 fue magistrado suplente de la Corte de Apelaciones y en octubre de 2004 fue designado como magistrado en la Corte de Apelaciones de Trabajo y Previsión Social hasta el mismo mes de 2009, posteriormente fue elegido como magistrado vocal IX de la Corte Suprema de Justicia de 2009 a 2014. Luego, fue presidente de la Cámara de Amparo y Antejuicio de la Corte Suprema de Justicia. Su hija Cindy Lizeth Franco Figueroa es abogada y fue designada como jueza, pero dos meses después el nombramiento fue anulado.

### Magistrado electoral
Fue elegido como magistrado vocal I del Tribunal Supremo Electoral por el Congreso de la República, asumió el cargo el 20 de marzo de 2020. Como magistrado, le tocó supervisar el proceso para la convocatoria a las elecciones generales de 2023. El Ministerio Público pidió el retiro de su inmunidad por presuntas irregularidades en la adquisición del programa de Transmisión de Resultados Electorales Provisionales (TREP) que presentó los resultados preliminares durante la primera y segunda vuelta electoral.
Durante la mañana del 30 de septiembre de 2023, el Ministerio Público realizó un nuevo allanamiento en la sede del Tribunal Supremo Electoral para secuestrar las actas electorales que certificaban el conteo de los votos de las elecciones generales de 2023, Franco junto a sus compañeros magistrados realizaron una cadena humana para impedir que los policías y fiscales continuaran con este hecho. Él y sus compañeros fueron agredidos de manera física y verbal en el acto. Minutos después, la magistrada Blanca Alfaro, visiblemente afectada, dio una conferencia de prensa junto a Franco y el magistrado Gabriel Aguilera. Alfaro expresó su consternación por los hechos también denunció amenazas e intimidaciones por parte de la fiscalía hacia trabajadores del tribunal electoral.